# Revel, Haute-Garonne
Revel (okcitansko Revèl) je naselje in občina v južnem francoskem departmaju Haute-Garonne regije Jug-Pireneji. Leta 2008 je naselje imelo 9.121 prebivalcev.

## Geografija
Naselje leži v pokrajini Languedoc ob reki Sor in vodnem kanalu Rigole de la plaine, 50 km vzhodno od Toulousea.

## Uprava
Revel je sedež istoimenskega kantona, v katerega so poleg njegove vključene še občine Bélesta-en-Lauragais, Falga, Juzes, Maurens, Montégut-Lauragais, Mourvilles-Hautes, Nogaret, Roumens, Saint-Félix-Lauragais, Saint-Julia-de-Gras-Capou, Vaudreuille in Vaux, z 11.326 prebivalci. Kanton je sestavni del okrožja Toulouse.

## Zgodovina
Revel je srednjeveška bastida, ustanovljena 1342 pod imenom La Bastide de Lavaur za časa francoskega kralja Filipa VI. ob romarski poti v Santiago de Compostelo z začetkom v Arlesu (Via Tolosana). V 16. stoletju je med verskimi vojnami postala močno oporišče hugenotov, razpuščeno 1629 po miru v Alèsu.

## Zanimivosti
- pokrita tržnica s stolpom Halle du Beffroi iz 14. stoletja,
- gotska cerkev Notre-Dame de Revel,
- Južno od Revela se nahaja umetno jezero Lac de Saint-Ferréol, nastalo z zajetjem potoka Laudot v drugi polovici 17. stoletja z namenom zbiranja voda za plovni sistem Canal du Midi.

## Osebnosti
- Vincent Auriol (1884-1966), francoski politik, predsednik države v letih 1947-1954;